# Wyre, Skottland
Wyre är en ö i Storbritannien.   Den ligger i kommunen Orkneyöarna och riksdelen Skottland, i den norra delen av landet, 900 km norr om huvudstaden London. Arean är 3,5 kvadratkilometer.
Terrängen på Wyre är mycket platt. Öns högsta punkt är 31 meter över havet. Den sträcker sig 1,9 kilometer i nord-sydlig riktning, och 3,6 kilometer i öst-västlig riktning.